# Ingeniería de yacimientos
La Ingeniería de Yacimientos es un área de la petrología encargada del estudio de los sistemas roca-fluido que forman las reservas de petróleo o gas y sus propiedades, en relación con la cantidad y la maximización en su extracción.

## Funciones
La cuantificación de estas reservas es una de las principales funciones de esta ingeniería, debido a que de la precisión de los cálculos de volúmenes de petróleo o gas en un yacimiento dependerá el desarrollo de un plan de explotación rentable económicamente.
El ingeniero de yacimientos es un experto en el estudio de las propiedades intensivas y extensivas del sistema roca-fluido, que aplica para su análisis todo tipo de recursos técnicos y científicos, como modelos informáticos, métodos numéricos y matemáticos, y conceptos físicos y químicos. Debe determinar los métodos más adecuados para la extracción de los fluidos.
- Datos: Q5916050